# Departamento Vera
Vera es uno de los 19 departamentos en los que se subdivide la provincia de Santa Fe (Argentina).

## Superficie
Por su tamaño (22 096 km²), es el departamento más extenso de la provincia, con una superficie ligeramente inferior a la de la provincia de Tucumán (22 524 km²).

## Límites
Limita al norte con la provincia de Chaco, al este con los departamentos de General Obligado y San Javier al sur con los de San Justo y San Cristóbal y al oeste con el departamento 9 de Julio.

## Historia
El departamento fue creado oficialmente el 31 de diciembre de 1890 con una superficie inicial de 31.057 km². Junto con San Justo, es un desprendimiento del territorio original del departamento La Capital.
Antes de ser creado el departamento, se lo conocía como distrito Calchaquí.
Según el censo nacional de 1895, contaba con 6932 habitantes, número que a fines de 1899 había aumentado hasta alcanzar los 8500 pobladores. Este aumento se debió, sobre todo, a la inmigración de peones correntinos para trabajar en las numerosas empresas ligadas a la explotación forestal.

## Distritos y localidades
El departamento Vera comprende un total de 12 distritos, categorizados en 2 municipios de 2.ª categoría:
| Municipio 2.ª categoría | Población municipio (2022) | Localidad          | Población localidad (2010) |
| ----------------------- | -------------------------- | ------------------ | -------------------------- |
| Calchaquí               | 12.788                     | Calchaquí          | 12.788                     |
| Vera                    | 22.748                     | Caraguatay         | S/D                        |
| Vera                    | 22.748                     | Cerrito            | S/D                        |
| Vera                    | 22.748                     | Espín              | S/D                        |
| Vera                    | 22.748                     | Ogilvie            | S/D                        |
| Vera                    | 22.748                     | Pueblo Santa Lucía | 185                        |
| Vera                    | 22.748                     | Vera               | 19.185                     |

Y 10 comunas:
| Comuna       | Población comuna (2022) | Localidad          | Población localidad (2010) |
| ------------ | ----------------------- | ------------------ | -------------------------- |
| Cañada Ombú  | 914                     | Cañada Ombú        | 518                        |
| Fortín Olmos | 3.493                   | Fortín Olmos       | 1.991                      |
| Fortín Olmos | 3.493                   | Paraje 29          | 185                        |
| Garabato     | 1.913                   | Garabato           | 995                        |
| Garabato     | 1.913                   | Kilómetro 115      | 182                        |
| Garabato     | 1.913                   | Kilómetro 302      | S/D                        |
| Garabato     | 1.913                   | Kilómetro 320      | S/D                        |
| Garabato     | 1.913                   | Pozo de los Indios | 440                        |
| Golondrina   | 443                     | Golondrina         | 563                        |
| Golondrina   | 443                     | Los Tábanos        | S/D                        |
| Intiyaco     | 1.405                   | Colmena            | 141                        |
| Intiyaco     | 1.405                   | Intiyaco           | 1.132                      |
| La Gallareta | 2.719                   | La Gallareta       | 2.189                      |
| Los Amores   | 1.206                   | Los Amores         | 1.052                      |
| Margarita    | 4.571                   | Margarita          | 3.534                      |
| Tartagal     | 1.847                   | Tartagal           | 1.599                      |
| Toba         | 921                     | Kilómetro 302      | S/D                        |
| Toba         | 921                     | Toba               | 256                        |

## Demografía
El censo de 2022 arrojó un total de 56.027 habitantes en el departamento Vera, lo que representa un crecimiento del 5,7% con respecto al censo de 2010.
La población se encuentra repartida en 28 467 mujeres y 27 560 hombres, con un índice de masculinidad de 96,8 hombres por cada 100 mujeres. 
La edad mediana de la población es de 30 años (31 años entre las mujeres y 29 años entre los hombres).
El 10,7% de la población tiene más de 65 años (frente al 8,3% en 2010), y el 2,1% de la población tiene más de 80 años (frente al 1,8% en 2010)
De las personas residentes en el departamento, unas 3 764 (6,7% del total departamental) nacieron en otra provincia, y unas 1 178 (0,3% del total departamental) lo hicieron fuera del país, siendo los grupos de inmigrantes más numerosos los provenientes de:
- Paraguay: 30 personas
- Colombia: 24 personas
- Brasil: 11 personas
- Bolivia: 9 personas
- Uruguay: 9 personas